# Воля Вижня
Воля Вижня (пол. Wola Wyżna) — покинуте лемківське село у гміні Яслиська у Кросненському повіті Підкарпатського воєводства Польщі.

## Історія
Населений пункт виокремився з гірської частини села Воля Яслиська 1537 року (решта села Воля Яслиська згодом одержала назву Воля Нижня). Першим солтисом Волі Вижньої був чоловік на ім'я Івасько Волох — дозвіл йому видав єпископ Пйотр Ґамрат, адже населений пункт на Волоському праві входив до яслиської власності перемиських біскупів. Воля Вижня і «Венгерка» (назва тутешнього струмка, що стікає з вершини Камінь) були початковими йменнями села.
У селі 1881 року споруджено у лемківському стилі дерев'яну церкву Димитрія Солунського. Станом на 1898 рік у Волі Вижній проживало 307 мешканців (52 хати). Усі селяни були греко-католиками. Площа села на той час становила 9,13 км².
Адміністративно Воля Вижня до 1914 року входила до Сяноцького староства Риманівського повіту.
До 1947 року в селі було чисто лемківське населення: з 360 жителів села — всі 360 українці. Після Другої світової війни частину лемків вивезли в СРСР, решту під час операції «Вісла» депортували на понімецькі землі.
Після цього у 1960-х в селі створено так званий PGR, тобто державне сільське господарство, а деякі хати спустошеного населеного пункту зайняли поляки із довколишніх сіл. Лемківську церкву Димитрія Солунського розібрано 1964 року.

## Сучасність
Зараз у долинній частині колишнього села є ліснича хатина «Рудавка». Держсільгосп не працює, зате поблизу його руїн є помешкання більш як 20 людей.
Фундамент лемківської церкви залишився до сьогодні, його можна побачити за кілометр з лишком на північ від PGR. По дорозі до церкви є давній вирізьблений із каменю хрест із зображенням Ісуса Христа невідомого майстра. Тут же є і цвинтар із найстаршим надгробком, що датується 1882 роком.